# La clau de la Sarah
La clau de la Sarah (títol original en francès, Elle s'appelait Sarah) és una pel·lícula francesa de 2010 dirigida per Gilles Paquet-Brenner i protagonitzada per Kristin Scott Thomas.
La història, basada en el best-seller del mateix nom de Tatiana de Rosnay, relata el canvi radical que es produeix en la vida de la periodista Julia Jarmond quan se li encarrega un article sobre el seixantè aniversari de la Batuda del Velòdrom d'Hivern, en la qual milers de jueus van ser arrestats per la policia francesa, entre ells, Sarah Starzynski i la seva família.

## Crítica
Una adaptació per a la pantalla gran d'una de les novel·les de més èxit de l'escriptora Tatiana De Rosnay. La cinta barreja la ficció amb els fets reals a través de dues històries narrades en èpoques totalment diferents però unides per la trama d'una mateixa família. Per això, la pel·lícula està plena de salts temporals que traslladen l'espectador als successos parisencs de 1942, on milers de jueus van ser detinguts i portats a camps de concentració, fins a acabar a Auschwitz.
Les primeres sales comercials que van tenir en cartell la pel·lícula van ser les de Bèlgica i França, tot i que la cinta va ser estrenada oficialment uns mesos abans al festival de cinema de Toronto, on va rebre una bona acollida tant pel públic com per la crítica.

## Repartiment
| Intèrpret            | Personatge        |
| -------------------- | ----------------- |
| Kristin Scott Thomas | Julia Armond      |
| Mélusine Mayance     | Sarah Starzynski  |
| Niels Arestrup       | Jules Dufaure     |
| Frédéric Pierrot     | Bertrand Tezac    |
| Aidan Quinn          | William Rainsferd |